# Mark Farner
Mark Fredrick Farner (Flint, 29 settembre 1948) è un cantante, chitarrista e compositore statunitense, soprattutto nei Grand Funk Railroad.

## Carriera
Incomincia la sua carriera suonando in gruppi come i Terry Knight and The Pack (1965-1966), The Bossmen (1966), The Pack (aka The Fabulous Pack) (1967-1968), fino a quando non forma i Grand Funk Railroad (più tardi conosciuti come Grand Funk) con Don Brewer e Mel Schacher nel 1969.

## Discografia

### Con i Grand Funk Railroad
- 1969 – On Time
- 1969 – Grand Funk
- 1970 – Closer to Home
- 1971 – Survival
- 1971 – E Pluribus Funk
- 1972 – Phoenix
- 1973 – We're an American Band
- 1974 – Shinin' On
- 1974 – All the Girls in the World Beware!!!
- 1976 – Born to Die
- 1976 – Good Singin', Good Playin'
- 1981 – Grand Funk Lives
- 1983 – What's Funk?

### Da Solista
- Mark Farner, 1978
- No Frills, 1979
- Just Another Injustice, 1988
- Wake Up, 1989
- Some Kind of Wonderful, 1991
- Closer to Home, 1992
- Heirlooms, 2000
- Red White and Blue Forever, 2002
- Live!! N'rG, 2003
- For The People, 2006
- From Chile With Love (Live), 2021
- Closer To My Home (2024)